# Wijaya Pura
Wijaya Pura is een bestuurslaag in het regentschap Jambi van de provincie Jambi, Indonesië. Wijaya Pura telt 7240 inwoners (volkstelling 2010).